# Walther Christensen
Walther Christensen   (Copenhaguen, 23 de setembre de 1918 - Copenhaguen, 1 de desembre de 1965) fou un futbolista danès de la dècada de 1940.
Fou 10 cops internacional amb la selecció de Dinamarca.
Pel que fa a clubs, defensà els colors de Boldklubben Frem.